# Landtagswahlkreis Eppingen
Der Landtagswahlkreis Eppingen (Wahlkreis 19) ist ein Landtagswahlkreis in Baden-Württemberg. Er umfasst seit der Landtagswahl 2016 die Gemeinden Abstatt, Bad Rappenau, Beilstein, Brackenheim, Cleebronn, Eppingen, Gemmingen, Güglingen, Ilsfeld, Ittlingen, Kirchardt, Lauffen am Neckar, Massenbachhausen, Neckarwestheim, Pfaffenhofen, Schwaigern, Siegelsbach, Untergruppenbach und Zaberfeld im Landkreis Heilbronn.
Die Grenzen der Landtagswahlkreise wurden nach der Kreisgebietsreform von 1973 zur Landtagswahl 1976 grundlegend neu zugeschnitten und seitdem nur punktuell geändert. Der Wahlkreis Eppingen ersetzte dabei im Wesentlichen den bisherigen Wahlkreis Heilbronn-Land II.
Der benachbarte Wahlkreis Heilbronn, dessen Gebiet zunächst mit dem Stadtkreis Heilbronn identisch war und der im Wahlkreisvergleich eine zu geringe Bevölkerungszahl aufwies, wurde 2006 um die Gemeinde Erlenbach aus dem Wahlkreis Neckarsulm vergrößert. Diese Änderung erwies sich jedoch im Hinblick auf die weitere Bevölkerungsentwicklung als unzureichend. Zur Landtagswahl 2011 wurde daher eine umfassende Änderung vorgenommen, und aus dem Wahlkreis Eppingen, dem größeren der beiden Nachbarwahlkreise Heilbronns, werden die Gemeinden Flein, Leingarten, Nordheim und Talheim an den Wahlkreis Heilbronn angegliedert. Gleichzeitig wird die Gemeinde Erlenbach wieder dem Wahlkreis Neckarsulm zugeordnet, gemäß Stellungnahme des Innenministeriums „um zu vermeiden, dass dem Wahlkreis 18 Heilbronn Gemeinden aus zwei anderen Wahlkreisen zugeordnet werden“.

## Wahl 2021
Bei der Landtagswahl 2021 am 14. März 2021 standen die beiden bisher gewählten Abgeordneten Friedlinde Gurr-Hirsch (CDU) und Thomas Axel Palka (AfD) nicht erneut zur Wahl. Gurr-Hirsch kandidierte nicht erneut, und Palka konnte sich bei der Nominierung nicht gegen Rainer Podeswa, den bisherigen AfD-Mandatsträger für den Wahlkreis Heilbronn, behaupten.
| Direktkandidat    | Partei       | Stimmen in % | Landtagswahl 2016 Stimmen in % |
| ----------------- | ------------ | ------------ | ------------------------------ |
| Michael Preusch   | CDU          | 24,5         | 26,6                           |
| Erwin Köhler      | GRÜNE        | 26,3         | 26,1                           |
| Rainer Podeswa    | AfD          | 13,7         | 18,3                           |
| Jens Schäfer      | SPD          | 11,1         | 13,4                           |
| Georg Heitlinger  | FDP          | 13,5         | 09,6                           |
| Emma Weber        | LINKE        | 02,6         | 02,1                           |
| Klaus Ries-Müller | ÖDP          | 01,2         | 01,2                           |
| Jan Rittaler      | Freie Wähler | 03,1         | –                              |
| Milena Götz       | Die PARTEI   | 01,8         | –                              |
| Mathias Haag      | dieBasis     | 01,1         | –                              |
| Jürgen Wilbo      | WiR2020      | 01,1         | –                              |
| —                 | Sonstige     |              | 02,7                           |

Mit Erwin Köhler (Grüne, Erstmandat), Michael Preusch (CDU, Zweitmandat), Rainer Podeswa (AfD, Zweitmandat) und Georg Heitlinger (FDP, Zweitmandat) vertreten nun vier Abgeordnete den Wahlkreis im Landtag.

## Wahl 2016
Die Landtagswahl 2016 am 13. März 2016 führte zu folgendem Ergebnis:
| Direktkandidat         | Partei     | Stimmen in % | Landtagswahl 2011 Stimmen in % |
| ---------------------- | ---------- | ------------ | ------------------------------ |
| Friedlinde Gurr-Hirsch | CDU        | 26,6         | 40,9                           |
| Jürgen Winkler         | GRÜNE      | 26,1         | 19,4                           |
| Hans Heribert Blättgen | SPD        | 13,4         | 24,3                           |
| Georg Heitlinger       | FDP        | 09,6         | 05,6                           |
| Volker Bohn            | LINKE      | 02,1         | 02,4                           |
| Peter Gensmantel       | REP        | 00,4         | 01,5                           |
| Matthias Brodbeck      | NPD        | 00,8         | 01,7                           |
| Klaus Ries-Müller      | ÖDP        | 01,2         | 01,2                           |
| Jan Benedykt Rittaler  | ALFA       | 01,3         | —                              |
| Thomas Axel Palka      | AfD        | 18,3         | —                              |
| Thilo Halbauer         | DIE RECHTE | 00,2         | —                              |
| —                      | Sonstige   |              | 03,0                           |

## Wahl 2011
Die Landtagswahl 2011 am 27. März 2011 hatte folgendes Ergebnis:
| Direktkandidat         | Partei          | Stimmen in % | Landtagswahl 2006 Stimmen in % |
| ---------------------- | --------------- | ------------ | ------------------------------ |
| Friedlinde Gurr-Hirsch | CDU             | 40,9         | 44,6                           |
| Ingo Rust              | SPD             | 24,3         | 25,9                           |
| Annerose Wolf          | GRÜNE           | 19,4         | 8,0                            |
| Axel Obermeyer         | FDP             | 5,6          | 11,8                           |
| Peter Stender          | LINKE           | 2,4          | WASG: 2,6                      |
| Sebastian Sproesser    | PIRATEN         | 2,2          | —                              |
| Siegfried Gärttner     | NPD             | 1,7          | 1,7                            |
| Georg Fritz            | REP             | 1,5          | 3,2                            |
| Klaus Ries-Müller      | ÖDP             | 1,2          | 0,9                            |
| Rolf Dreischer         | Volksabstimmung | 0,8          | —                              |
| —                      | Sonstige        | —            | 1,2                            |

## Wahl 2006
Die Landtagswahl 2006 hatte folgendes Ergebnis:
| Direktkandidat         | Partei | Stimmen in % | Landtagswahl 2001 Stimmen in % |
| ---------------------- | ------ | ------------ | ------------------------------ |
| Friedlinde Gurr-Hirsch | CDU    | 44,3         | 41,6                           |
| Ingo Rust              | SPD    | 26,3         | 33,8                           |
| Richard Drautz         | FDP    | 12,0         | 10,4                           |
| Friederike Wilhelm     | GRÜNE  | 8,2          | 5,6                            |
| Peter Kochert          | WASG   | 2,5          | —                              |
| Alfred Dagenbach       | REP    | 3,2          | 6,2                            |
| Siegfried Gärttner     | NPD    | 1,6          | 0,4                            |
| Klaus Ries-Müller      | ödp    | 0,9          | 1,0                            |
| Gabriele Wächter       | PBC    | 1,1          | 0,9                            |

## Abgeordnete seit 1976
Bei den Landtagswahlen in Baden-Württemberg hat jeder Wähler nur eine Stimme, mit der sowohl der Direktkandidat als auch die Gesamtzahl der Sitze einer Partei im Landtag ermittelt werden. Dabei gibt es keine Landes- oder Bezirkslisten, stattdessen werden zur Herstellung des Verhältnisausgleichs unterlegenen Wahlkreisbewerbern Zweitmandate zugeteilt. Die bisherige Regelung sah eine Zuteilung dieser Mandate nach absoluter Stimmenzahl auf Ebene der Regierungsbezirke vor.
Den Wahlkreis Eppingen vertraten folgende Abgeordnete im Landtag:
| Partei  | Art des Mandats | Gewählte |
| ------- | --------------- | --- |
| CDU     | Erstmandat      | Gotthilf Link 1976, 1980, 1984 Gerd Zimmermann 1988, 1992, 1996 Friedlinde Gurr-Hirsch 2001, 2006, 2011, 2016 |
| CDU     | Zweitmandat     | Michael Preusch 2021 |
| Grüne   | Erstmandat      | Erwin Köhler 2021 |
| SPD     | Zweitmandat     | Wolfgang Bebber 1984, 1988, 1992, 1996, 2001, Mandat niedergelegt im April 2003 Ingo Rust, nachgerückt im Mai 2003, 2006, 2011, Mandat niedergelegt im Februar 2015 Hans Heribert Blättgen, nachgerückt im Februar 2015 |
| REP     | Zweitmandat     | Michael Herbricht 1992, 1996 |
| FDP/DVP | Zweitmandat     | Richard Drautz 1992, 1996 Georg Heitlinger 2021 |
| AfD     | Zweitmandat     | Thomas Axel Palka 2016 Rainer Podeswa 2021, Mandat niedergelegt im August 2023 Dennis Klecker, nachgerückt im September 2023                                                                                            |